# Ventosa (Vieira do Minho)
Ventosa é uma povoação portuguesa do Município de Vieira do Minho que foi sede da extinta Freguesia de Ventosa, freguesia que tinha 3,38 km² de área e 358 habitantes (2011), e, por isso, uma densidade populacional de 105,9 hab./km².
A Freguesia de Ventosa foi extinta (agregada) pela reorganização administrativa de 2012/2013, tendo o seu território sido integrado na então criada União das Freguesias de Ventosa e Cova.
O território desta antiga freguesia estende-se ao longo de uma encosta que vai desde o cimo da Serra da Cabreira, apanhando parte da albufeira da barragem da Caniçada.
Para além de se poder usufruir da beleza da Serra da Cabreira, é uma das melhores formas de poder usufruir e apreciar as belezas da Serra do Gerês.

## População
| População da freguesia de Ventosa | População da freguesia de Ventosa | População da freguesia de Ventosa | População da freguesia de Ventosa | População da freguesia de Ventosa | População da freguesia de Ventosa | População da freguesia de Ventosa | População da freguesia de Ventosa | População da freguesia de Ventosa | População da freguesia de Ventosa | População da freguesia de Ventosa | População da freguesia de Ventosa | População da freguesia de Ventosa | População da freguesia de Ventosa | População da freguesia de Ventosa |
| --------------------------------- | --------------------------------- | --------------------------------- | --------------------------------- | --------------------------------- | --------------------------------- | --------------------------------- | --------------------------------- | --------------------------------- | --------------------------------- | --------------------------------- | --------------------------------- | --------------------------------- | --------------------------------- | --------------------------------- |
| 1864                              | 1878                              | 1890                              | 1900                              | 1911                              | 1920                              | 1930                              | 1940                              | 1950                              | 1960                              | 1970                              | 1981                              | 1991                              | 2001                              | 2011                              |
| 402                               | 386                               | 412                               | 415                               | 376                               | 350                               | 497                               | 522                               | 599                               | 610                               | 527                               | 596                               | 489                               | 408                               | 358                               |

## Património
- Igreja Paroquial
- Capela de São Brás